# Walafrida saxatilis
Walafrida saxatilis là một loài thực vật có hoa trong họ Huyền sâm. Loài này được (E. Mey.) Rolfe miêu tả khoa học đầu tiên năm 1901.